# Cratere Mitsina
Mitsina è un cratere sulla superficie di Callisto.